# 데이비드 랜도

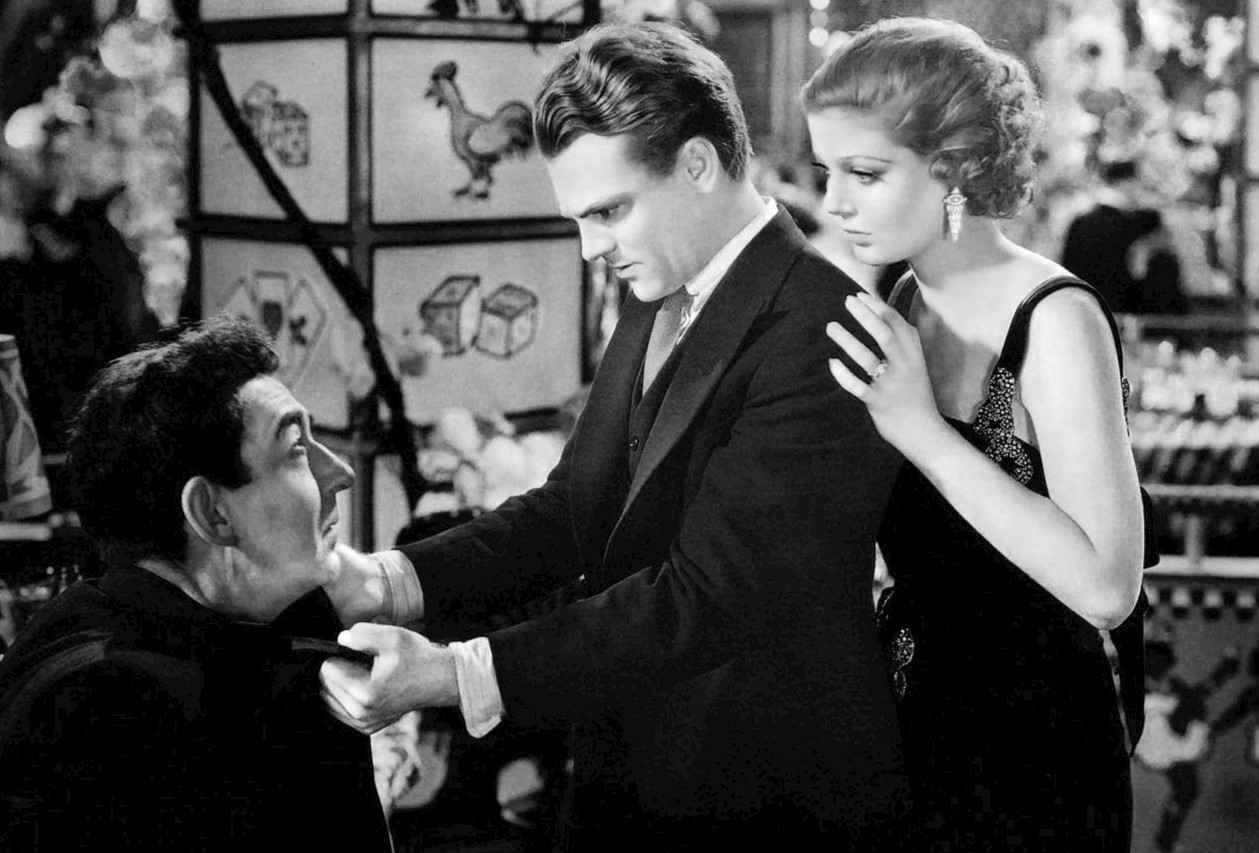

데이빗 랜도(David Landau, 1879년 3월 9일 ~ 1935년 9월 20일)는 미국의 배우, 연극 배우이다.
필라델피아에서 태어났으며 할리우드에서 사망하였다. 사인은 뇌졸중이다. 포리스트 론 메모리얼 파크에 매장되었다.

## 영화
- 홀만요새의 결투 (1972년)
- 프리스트 판사 (1934년)
- 더 뉴슨스 (1933년)
- 다이아몬드 릴 (1933년)
- 헤리티지 오브 더 데저트 (1932년)
- 풋볼 대소동 (1932년)
- 나는 탈옥수 (1932년)
- 애로우스미스 (1931년)
- 스트리트 신 (1931년)